# Supervixens
Pour plus de détails, voir Fiche technique et Distribution.
Supervixens est un film américain réalisé en 1975 par Russ Meyer.

## Synopsis
Clint Ramsey, pompiste, a l'habitude de se disputer avec sa femme SuperAngel. Le jour où celle-ci est assassinée, tout accuse Clint. Obligé de s'enfuir, il rencontrera durant son voyage un jeune couple libertin, un vieux fermier marié à une Autrichienne et une femme noire avec qui il aura un flirt. Après plusieurs péripéties, Clint arrive dans une station d'essence tenue par une femme nommée « SuperVixen » dont il tombe amoureux.

## Fiche technique
- Titre original : Supervixens
- Réalisation : Russ Meyer
- Scénario : Russ Meyer
- Musique : William Loose
- Société de distribution : RM Films International
- Budget : 90 000 $
- Langue : anglais
- Durée : 106 minutes
- Format : Couleurs - Mono
- Date de sortie :  États-Unis : 2 avril 1975

## Distribution
- Shari Eubank (VF : Perrette Pradier) : SuperAngel / SuperVixen
- Charles Napier (VF : Henry Djanik) : Harry Sledge
- Uschi Digard : SuperSoul / standardiste
- Charles Pitts (VF : Bernard Tiphaine) : Clint Ramsey
- Henry Rowland : Martin Bormann
- Christy Hartburg : SuperLorna
- Sharon Kelly (VF : Sylvie Feit) : SuperCherry
- John Lazar (VF : Gérard Hernandez) : Cal MacKinney
- Stuart Lancaster (VF : Albert Augier) : Lute, le fermier
- Deborah McGuire : SuperEula
- Glenn Dixon (VF : Raymond Loyer) : Luther, le père de SuperEula
- « Big Jack » Provan (VF : Michel Gatineau) : Le Shérif
- Garth Pillsbury (VF : Alain Dorval) : Tom, le pêcheur qui prend Clint en auto-stop
- Ann Marie : La femme de Tom

## Autour du film
- Le film fait référence à la série des dessins animés Bip Bip et Coyote : le klaxon de la voiture de Harry fait « beep-beep » et dans la scène finale, le personnage de Harry meurt après avoir laissé un bâton de dynamite allumé.

- Au générique de fin, les noms des acteurs ont été partiellement changés : Shari Eubank est créditée au nom de Shari Sheridan, ce qui donne les initiales SS.

- Ce n'est pas Shari Eubank qui tient l'affiche papier du film (comme beaucoup peuvent le croire), mais Christy Hartburg (en).